# BAP Almirante Grau (CLM-81)
Pour les autres navires du même nom, voir HNLMS De Ruyter et BAP Almirante Grau.
Le croiseur léger lance-missiles BAP Almirante Grau (CLM-81), (anciennement HNLMS De Ruyter (C801) de la Marine royale néerlandaise), a été acquis par la Marine péruvienne en 1973. Il est en est son navire amiral jusqu'en 2017.

## Histoire
La construction de ce croiseur a commencé dans les chantiers navals Wilton-Fijenoord de Schiedam aux Pays-Bas entre 1939 et 1944. Il est capturé par la Kriegsmarine et nommé KH 1. À la fin de la Seconde Guerre mondiale, il est achevé et mis en service au sein de la marine royale néerlandaise en 1953. Il prend le nom de HNLMS De Ruyter et il est une unité de la classe De Zeven Provinciën.
Acquis en 1973, il devient le fleuron de la marine péruvienne et prend le nom de l'amiral Miguel Grau. Il est modernisé à Amsterdam entre 1985 et 1988 en recevant un nouvel armement guidé par électronique. Il est le dernier croiseur en service au Pérou.
Il est démobilisé de la marine péruvienne le 26 septembre 2017 et remplacé à compter de ce jour comme navire amiral par la frégate BAP Montero (FM-53), rebaptisée BAP Almirante Grau (FM-53). En juillet 2022, il a navigué d'El Callao à Alang pour être démantelé.